# Gunung Serbuk
Gunung Serbuk är ett berg i Indonesien.   Det ligger i provinsen Aceh, i den västra delen av landet, 1 600 km nordväst om huvudstaden Jakarta. Toppen på Gunung Serbuk är 1 574 meter över havet, eller 123 meter över den omgivande terrängen. Bredden vid basen är 1,5 km.
Terrängen runt Gunung Serbuk är kuperad åt nordost, men åt sydväst är den bergig. Trakten runt Gunung Serbuk är nära nog obefolkad, med mindre än två invånare per kvadratkilometer. I omgivningarna runt Gunung Serbuk växer i huvudsak städsegrön lövskog.